# دور از خانه (فیلم ۱۹۸۹)
دور از خانه (به انگلیسی: Far from Home) فیلمی محصول سال ۱۹۸۹ و به کارگردانی میت آویس است. در این فیلم بازیگرانی همچون مت فروئر، درو بریمور، ریچارد ماسور، کارن آستین، سوزان تایرل، آنتونی رپ، جنیفر تیلی، دیک میلر، کانی سایر، تری ویگل و جان اسپنسر ایفای نقش کرده‌اند.